# Jean Armand Isidore Pancher
Pour les articles homonymes, voir Pancher.
Jean Armand Isidore Pancher  (1814-1877) est un botaniste et explorateur français.

## Biographie
Il arrive en 1857 en Nouvelle-Calédonie et y meurt le 8 mars 1877 entre La Foa et Moindou, dans la baie d'Uaraï (près du fort Teremba).
Il a contribué, par ses explorations et par les collections qu'il a constituées, à la découverte d'un nombre important d'espèces de la flore en Nouvelle-Calédonie et en Polynésie française.

## Publications
- avec Hippolyte Sebert - Notice sur les bois de la Nouvelle-Calédonie suivie de Considérations générales sur les propriétés mécaniques des bois et sur les procédés employés pour les mesurer. Paris - Revue Maritime et Coloniale, 1873 et 1874

## Quelques taxons qui lui ont été dédiés
Les taxons végétaux suivants lui ont été dédiés :
un genre de la famille des Cunoniacées :
- Pancheria Brongn. & Gris 1862

et les espèces suivantes :
- Aciella pancheri Tiegh. (1894) - Loranthacée de Nouvelle-Calédonie
- Agation pancheri Brongn. (1861) - Violacée de Nouvelle-Calédonie
- Alliaria pancheri Kuntze (1891) - Méliacée de Nouvelle-Calédonie (Synonyme : Dysoxylum Pancheri C.DC.)
- Austromyrtus pancheri (Brongn. & Gris) Burret (1941) - Myrtacée de Nouvelle-Calédonie (Synonyme : Eugenia pancheri Brongn. & Gris)
- Balanops pancheri Baill. (1871) - Balanopacée de Nouvelle-Calédonie
- Baloghia pancheri Baill. (1862) - Euphorbiacée d'Australie et de Nouvelle-Calédonie (Synonyme : Fontainea pancheri Heckel)
- Basselinia pancheri (Brongn. & Gris) Vieill. (1921) - Arécacée (Palmier) de Nouvelle-Calédonie
- Beauprea pancheri Brongn. & Gris (1872) - Protéacée de Nouvelle-Calédonie
- Boronella pancheri Baill. (1872) - Rutacée de Nouvelle-Calédonie
- Cupania Pancheri Baill.  ou Calyx pancheri
- Cyclophyllum pancheri (Baill.) comb. ined.
- Dacrydium pancheri Brongn. & Gris (1870) - Podocarpacée de Nouvelle-Calédonie (Synonyme : Acmopyle pancheri Pilg.)
- Doga pancheri (Baill.) Baum.-Bod. (1989) - Fabacée de Nouvelle-Calédonie (Synonyme : Storckiella pancheri Baill.)
- Eriocaulon pancheri Lecomte ex Guillaumin & Beauvis. (1914) - Ériocaulacées de Nouvelle-Calédonie
- Euphorbia pancheri Baill. (1862) - Euphorbiacée de Nouvelle-Calédonie
- Ficus pancheriana Bur.
- Melaleuca pancheri (Brongn. & Gris) Craven & J.W.Dawson (1998) - Myrtacée de Nouvelle-Calédonie (Synonyme : Callistemon pancheri Brongn. & Gris)
- Neocallitropstris pancheri (Carrière) de Laub. (1972) - Cupressacée de Nouvelle-Calédonie (Synonyme : Eutacta pancheri Carrière)
- Neophylum pancheri Tiegh. (1894) - Loranthacée de Nouvelle-Calédonie (Synonyme : Amyema pancheri Danser)
- Oxera pancheri Dubard (1906) - Lamiacée de Nouvelle-Calédonie
- Panax pancheri Baill. (1878) - Araliacée de Nouvelle-Calédonie (Synonyme : Polyscias pancheri Harms)
- Pandanus pancheri (Brongn.)  Balf.f. (1878) - Pandanacée de Nouvelle-Calédonie
- Pleurocalyptus pancheri (Brongn. & Gris) J.W.Dawson (1992) - Myrtacée de Nouvelle-Calédonie (Synonymes : Fremya pancheri Brongn. & Gris, Xanthostemon pancheri (Brongn. & Gris) Schltr.)
- Pittosporum pancheri Brongn. & Gris (1864) - Pittosporacée de Nouvelle-Calédonie
- Pouteria pancheri  (Baill.)  Baehni (1942) - Sapotacée de Nouvelle-Calédonie (Synonyme : Sideroxylon pancheri Baill.)
- Psychotria pancheri (Baill.) Schltr. : plante de la famille des Rubiacées, endémique de Nouvelle-Calédonie
- Randia pancheriana Guillaumin : plante de la famille des Rubiacées, endémique de Nouvelle-Calédonie
- Schefflera pancheri Baill. (1878) - Araliacée de Nouvelle-Calédonie
- Solanum pancheri Guillaumin : plante de la famille des Solanacées
- Storthocalyx pancheri (Baill.) Radlk : plante de la famille des Sapindacées, endémique de Nouvelle-Calédonie
- Syzygium pancheri Brongn. & Gris
- Xyris pancheri Rendle : famille des Xyridacées
- Zanthoxylum pancheri P.S.Green : plante de la famille des Rutacées, endémique de Nouvelle-Calédonie